# Zelia analis
Zelia analis là một loài ruồi trong họ Tachinidae.